# نادي فيزيلا
نادي فيزيلا هو نادي كرة قدم برتغالي من فيزيلا تأسس في 1939،في مايو 2021 صعد الفريق الدوري البرتغالي الممتاز لأول مرة منذ 1985.